# Bidatsu
Bidatsu, född 538, död 585, var regerande kejsare av Japan mellan 571 och 585.